# Sophia Schliemann

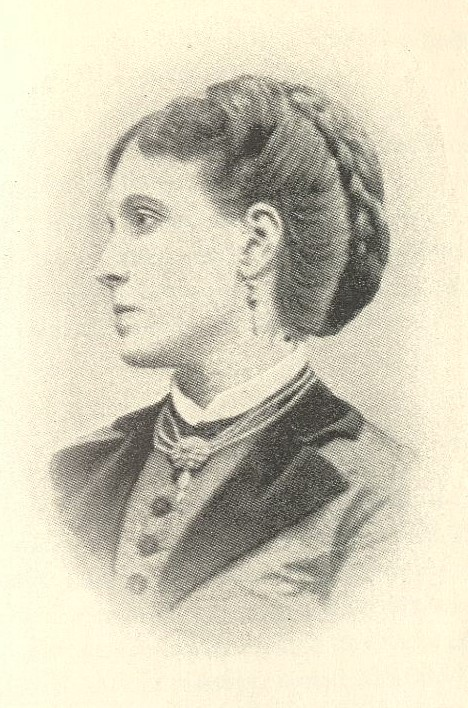
Sophia Schliemann

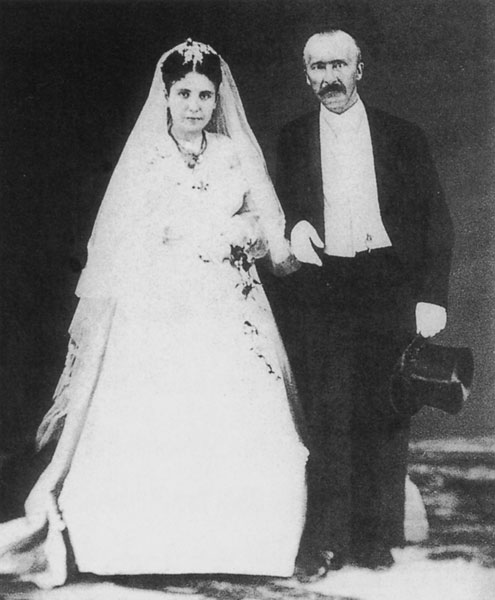
Heinrich und Sophia Schliemann am Hochzeitstag

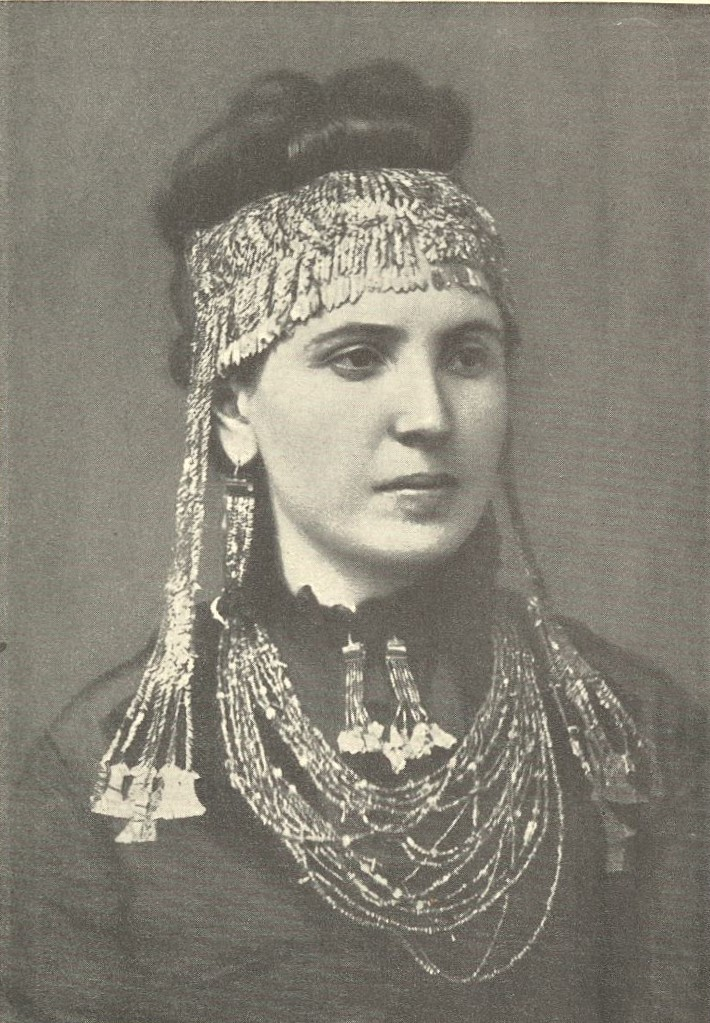
Sophia Schliemann mit dem großen Gehänge aus dem Schatz des Priamos, 1873

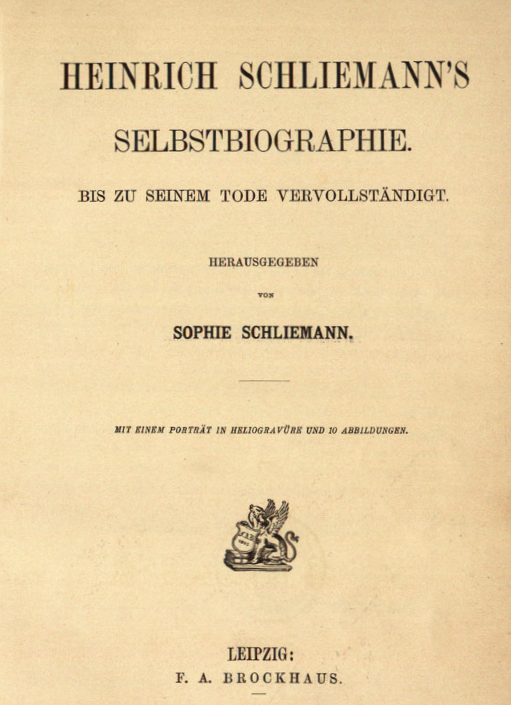
Heinrich Schliemanns Selbstbiographie (1892)

Sophia Schliemann (griechisch Σοφία Σλήμαν; * 12. Januar 1852 in Athen als Sofia Engastroménou, Σοφία Εγκαστρωμένου; † 27. Oktober 1932 ebenda) war die zweite Ehefrau des Troja-Entdeckers Heinrich Schliemann. Sophia Schliemann wurde weltberühmt vor allem durch eine Fotografie, die sie im Goldschmuck aus dem vermeintlichen Schatz des Königs Priamos zeigt.

## Leben
Sofia Engastroménos war die Tochter des wohlhabenden Kaufmanns Constantinos Engastroménos (gest. 1873) und seiner Frau Victoria (geborene Geladaki, gest. 1885) sowie die Nichte des Bischofs Theokletos Vimpos. Ihr Onkel war der damalige Griechischlehrer des deutschstämmigen Kaufmanns und Archäologen Heinrich Schliemann (1822–1890); dieser beauftragte Vimpos, ihm eine „homerbegeisterte, schwarzhaarige Griechin“ als Ehefrau zu suchen. Aus den Fotos von drei Frauen wählte er die damals erst siebzehnjährige Sofia Engastromenou aus. Am 24. September 1869 heiratete Heinrich Schliemann in Athen die Griechin Sofia Engastroménou. Das Paar hatte zwei Kinder, Andromache (1871–1962) und Agamemnon (1878–1954).
Während seiner Grabungen wurde Heinrich Schliemann oft von seiner Ehefrau Sophia begleitet. Nach dem Tod Heinrichs 1890 hielt Sophia Schliemann weiterhin Vorträge über seine Arbeiten und veranstaltete Gesellschaftsfeste im Athener Domizil Iliou Melathron. Sie vervollständigte Schliemanns Autobiografie und gab sie 1892 in erster Auflage heraus. Sophia Schliemann lebte von der Gesellschaft geachtet in Athen, verstarb dort 1932 und wurde mit einem Staatsbegräbnis beigesetzt.

## Schriften
- Sophie Schliemann (Hrsg.): Heinrich Schliemann's Selbstbiographie : bis zu seinem Tode vervollständigt. Leipzig: Brockhaus, 1892. (Online-Version). Vervollständigung durch Alfred Brückner.

## Filmografie
- Der geheimnisvolle Schatz von Troja (internat. Titel: Hunt for Troy, 2007)

| Personendaten    | Personendaten                                    |
| ---------------- | ------------------------------------------------ |
| NAME             | Schliemann, Sophia                               |
| ALTERNATIVNAMEN  | Engastromnou, Sofia                              |
| KURZBESCHREIBUNG | Ehefrau des Troja-Entdeckers Heinrich Schliemann |
| GEBURTSDATUM     | 12. Januar 1852                                  |
| GEBURTSORT       | Athen                                            |
| STERBEDATUM      | 27. Oktober 1932                                 |
| STERBEORT        | Athen                                            |